# Jogo de computação baseado em humanos
Um jogo de computação baseado em humanos ou um jogo com propósito (em inglês GWAP) é uma técnica de computação humana de terceirização de etapas de um processo computacional para seres humanos de uma maneira divertida (ludificação).
Luis von Ahn foi quem primeiramente propôs a ideia de "jogos algorítmicos humanos", ou jogos com propósito (em inglês, GWAPs), a fim de a fim de aproveitar a energia e o tempo humano para tratar de problemas que os computadores ainda não podem lidar sozinhos. Ele acredita que o intelecto humano é um recurso importante e contribui para a melhoria do processamento do computador e interação humano-computador. Ele argumenta que os jogos constituem um mecanismo geral para a utilização de poder do cérebro para resolver problemas computacionais em aberto. Nesta técnica, os cérebros humanos são comparados aos processadores em um sistema distribuído, cada um executando uma tarefa pequena de uma computação maciça. No entanto, os seres humanos necessitam de um incentivo para se tornar parte de uma rede de computação. Jogos on-line são usados como um meio para incentivar a participação no processo.
As tarefas apresentadas nesses jogos geralmente são triviais para os seres humanos, mas difícil para os computadores. Essas tarefas incluem a rotulagem de imagens, transcrição de textos antigos, de senso comum ou da experiência humana, com base em atividades, e muito mais. Jogos de computação baseado em humanos motivam as pessoas através do entretenimento ao invés do interesse em resolver problemas computacionais. Isso faz os GWAPs mais atraentes para um público maior. GWAPs podem ser usados para ajudar a construir a web semântica, anotar e classificar os dados coletados, de "crowdsourcing" de conhecimento geral, e a melhoria geral de processos de computador.
GWAPs têm uma vasta gama de aplicações em diversas áreas, tais como segurança, visão computacional, acessibilidade na internet,filtragem de conteúdo adulto e pesquisa na Internet. Em aplicações como estas, jogos com propósito têm reduzido o custo de anotação de dados e aumentou o nível de participação humana.

## História
O primeiro jogo de computação baseado em humanos ou jogo com propósito foi criado em 2004 por Luis von Ahn. O jogo foi chamado de ESP porque os jogadores tinham que etiquetar imagens e tentar adivinhar quais etiquetas um parceiro aleatório designado teria colocado. O jogo marcou o primeiro de muitos jogos de microtarefas. Jogos microtarefa são jogos contendo uma tarefa simples que pode ser rapidamente resolvida sem a necessidade de quaisquer credenciais. Mais especificamente, ESP foi um jogo output-agreement. Jogos com propósito categorizados como jogos output-agreement são jogos microtrarefas onde um parceiros designados aleatoriamente tenta combinar o resultado um do outro dada uma entrada visível para os dois. Em 2006 von Ahn introduziu outro jogo microtarefa chamado Peekaboom. Este jogo, estendeu-se do ESP por ter jogadores associando etiquetas com uma região específica de uma imagem. Peekaboom demonstrou um novo tipo de jogo microtarefa conhecido como jogos de inversão de problema. Em jogos inversão de problema, dois jogadores são pareados juntos aleatoriamente, onde um é designado como o relator e o outro o adivinho. Ao relator é dado uma entrada que o adivinho tem de descobrir a partir das dicas do relator. Em Peekabom, por exemplo, o relator lentamente revela pequenas seções de uma imagem até o adivinho acertar a etiqueta dada ao relator. Em 2008 Edith L.M. Law criou um jogo chamado TagATune. Neste jogo, jogadores rotulavam clipes de som. TagATune contribuiu para uma nova categoria de jogos microtarefas conhecida como jogos input-agreement. Em jogos input-agreement dois jogadores randomicamente pareados recebem cada um uma entrada que é escondida do outro jogador. As entradas de um jogador poderão coincidir ou serem diferentes. O objetivo desses jogos é que jogadores rotulem suas entradas para que o outro jogador determnine se as duas entradas coincidem ou não. Em TagATune, os jogadores descrevem os clipes de som e tentam adivinhar se o clipe de som do parceiro é o mesmo dado a eles, dadas as dicas do parceiro. Também em 2008, Foldit foi apresentado por Seth Cooper. Foldit foi o primeiro jogo com propósito a ser considerado um jogo microtarefa. Jogos microtarefas contêm problemas complexosn usualmente deixados para especialistas para resolver. Em Foldit, o jogador tenta dobrar uma representação tridimensional de uma proteína. Enquanto que este é um problema difícil para computadores automatizarem completamente, não é difícil de marcar pontos. Assim, os jogadores são capazes de se concentrar na sua pontuação para executar essa tarefa complexa, sem muito conhecimento de biologia.

## Exemplos

### Apetopia
O jogo Apetopia ajuda a determinar a percepção de diferenças de cor. As escolhas dos jogadores são usadas para modelar melhor métricas de cor. O jogo Apetopia, que foi lançado pela Universidade de Berlim, é projetado para ajudar cientistas a compreender a percepção de diferenças de cor. Apetopia é um jogo fácil, acessível a todos os públicos, que não requer nenhuma habilidade especial, exceto destreza manual que todos os especialistas deste tipo de jogo geralmente possuem.

### Artigo
Artigo é uma plataforma Web que atualmente oferece seis jogos de anotação de obras de arte, bem como um motor de busca de obras de arte em inglês, francês e alemão. Três dos jogos da Artigo, o ARTigo, o ARTigo Taboo, e TagATag, são variações do ESP de Luis von Ahn (mais tarde o Google Image Labeler). Outros três jogos da plataforma Artigo, Karido, Artigo-Quiz, e Combino, foram concebidos de modo a complementar os dados coletados pelas três variações do ESP mencionados acima.
O motor de busca da Artigo depende de um tensor original de análise semântica latente.
A partir de setembro de 2013, a Artigo teve mais de 30.000 (fotos) obras de arte, principalmente da Europa e do "longo século XIX" (período entre 1789 e 1914), a partir do Promotheus Image Archive, o Rijksmuseum, em Amsterdã, Holanda, a Staatliche Kunsthalle de Karlsruhe, em Karlsruhe, na Alemanha, o Museu Universitário de Arte Contemporânea, o campus da Universidade de Massachusetts Amherst, nos Estados Unidos. De 2008 até 2013, a Artigo já recolheu mais de 7 milhões de etiquetas (em sua maioria em alemão), de 180.000 jogadores (cerca de um décimo das quais estão registados), e, em média, de 150 jogadores por dia.
A Artigo é um esforço conjunto de pesquisa de historiadores da arte e cientistas de computação que visam tanto o desenvolvimento de um motor de busca de obras de arte como análise de dados em história da arte.

### ESP
O primeiro exemplo foi o ESP, um esforço de computação humana concebido originalmente por Luis von Ahn da Carnegie Mellon University, que rotula imagens. Para torná-lo um divertido esforço para os seres humanos, dois jogadores tentam atribuir os mesmos rótulos para uma imagem. O jogo grava os resultados dos jogos como imagem de etiquetas e os jogadores desfrutam o encontro por causa da competição e natureza cronometrada. Para garantir que as pessoas façam o seu melhor para rotular com precisão as imagens, o jogo requer duas pessoas (escolhidas aleatoriamente e desconhecidas uma da outra), que têm apenas a imagem em comum, para escolher a mesma palavra como uma imagem do rótulo. Isto desencoraja vandalismo porque seria auto-destrutivo como uma estratégia.
O ESP é um jogo de computação baseada em humanos desenvolvido para resolver o problema de criação de metadados difíceis. A ideia por trás do jogo é usar o poder computacional dos seres humanos para executar uma tarefa que os computadores não podem (originalmente, reconhecimento de imagem) embalando a tarefa como um jogo. Ele foi originalmente concebido por Luis von Ahn da Carnegie Mellon University. O Google comprou uma licença para criar sua própria versão do jogo (Google Image Labeler) em 2006, a fim de retornar os melhores resultados de pesquisa para suas imagens online. A licença dos dados adquiridos pelo ESP de Ahn ou a versão Google, não é clara. A versão do Google foi encerrada no dia 16 de setembro de 2011, como parte do encerramento do Google Labs, em setembro de 2011.

### EteRNA
EteRNA é um jogo em que os jogadores tentam projetar sequências de RNA que dobram em uma determinada configuração. A grande variedade de soluções de jogadores, muitas vezes não biólogos, são avaliadas para melhorar modelos computacionais de previsão de dobramento de RNA. Alguns projetos são, na verdade, sintetizados para avaliar a real dinâmica de dobra e diretamente comparar com os modelos computacionais.

### Eyewire
Eyewire é um jogo para encontrar o conectoma da retina.

### Foldit
O Crowdsourcing tem sido gamificado em jogos como Foldit, um jogo desenvolvido pela Universidade de Washington, em que jogadores competem para manipular proteínas em estruturas mais eficientes. Em 2010, um ensaio no diário de ciências Nature creditou os 57.000 de jogadores do Foldit por prover resultados úteis que correspondeu ou superou as soluções calculadas através de um algoritmo computacional.
Foldit, enquanto também um GWAP, tem um tipo diferente de método para drenar o coletivo cérebro humano. Este jogo desafia os jogadores a usar a sua intuição humana de espaço tridimensional para ajudar com algoritmos de dobramento de proteínas.Ao contrário do ESP, que foca nos resultados que seres humanos são capazes de obter, Foldit está tentando entender como abordam objetos complicados em 3 dimensões. "Assistindo" como os seres humanos jogam o jogo, os pesquisadores esperam ser capazes de melhorar seus próprios programas de computador. Em vez de simplesmente executar tarefas que os computadores não podem fazer, este GWAP está pedindo a humanos para ajudar a tornar os algoritmos de máquina melhores.

### JeuxDeMots
JeuxDeMots é um jogo com o objetivo de construir uma grande rede semântica. As pessoas são convidadas a associar termos, de acordo com algumas instruções que são fornecidas para uma determinada palavra. A versão francesa da rede produzida contém até agora mais de 43 milhões de relações entre 800.000 itens lexicais. O projeto foi desenvolvido por acadêmicos do Laboratoire d'Informatique, de Robotique et de Microélectronique de Montpellier/Montpellier 2 University

### Nanocrafter
Nanocrafter é um jogo sobre a montagem de pedaços de DNA em estruturas com propriedades funcionais, tais como circuitos de lógica, para resolver problemas. Como o Foldit, é desenvolvido na Universidade de Washington.

### OnToGalaxy
OnToGalaxy é um jogo em que os jogadores ajudam a adquirir o conhecimento de senso comum sobre palavras. Como foi implementado como um atirador do espaço, OnToGalaxy tem seu design bastante diferente de outros jogos de computação baseado em humanos. O jogo foi desenvolvido por Markus Krause na Universidade de Bremen.

### Phrase Detectives
Phrase Detectives é um "jogo de anotação" voltado para os amantes da literatura, gramática e língua. Ele permite que os usuários indiquem relações entre palavras e frases para criar um recurso que é rico em informações linguísticas. Os jogadores são premiados com pontos por suas contribuições e são apresentados em um quadro de líderes. Foi desenvolvido pelos acadêmicos Jon Chamberlain, Massimo Poesio e Udo Kruschwitz na Universidade de Essex.

### Phylo
O Phylo permite que os jogadores contribuam para o bem maior, tentando descodificar o código genético para doenças. Ao jogar o jogo, e alinhando os quadrados coloridos, o jogador está ajudando a comunidade científica a dar um passo mais perto de resolver o velho problema de alinhamento múltiplo de seqüência. O problema de alinhamento múltiplo de seqüência é grande demais para computadores processarem. O objetivo é compreender como e onde a função de um organismo que está codificada no DNA. O jogo explica que "uma sequência de alinhamento é uma forma de organizar as sequências de DNA, RNA ou proteína para identificar regiões de semelhança".

### Play to Cure: Genes in Space
Play to Cure™: Genes in Space é um jogo para celular que usa a força coletiva dos jogadores para analisar dados genéticos reais para ajudar com a pesquisa do câncer.

### Quantum Moves
Quantum Move é um jogo de destreza e de resolução de problemas espaciais, onde os jogadores movem-se escorregando partículas no espaço quântico. As soluções dos jogadores em diversos níveis são usadas para programar e ajustar um verdadeiro computador quântico na Universidade de Aarhus.
O jogo foi desenvolvido inicialmente como uma interface gráfica de simulação quântica e educação em 2012. Em 2013 ele foi lançado para o público de uma forma amigável, e foi continuamente atualizado ao longo de 2014.

### Reverse The Odds
Reverse The Odds é um jogo para celular que ajuda pesquisadores a aprender sobre análise de cânceres. Incorporando a análise de dados para Reverter As Probabilidades, os pesquisadores podem chegar a milhares de jogadores para ajudá-los a aprender mais sobre diferentes tipos de câncer, incluindo de cabeça e pescoço, pulmão e câncer de bexiga.

### Smorball
No jogo de browser Smorball, os jogadores são convidados para digitar as palavras que eles veem o mais rápido e preciso possível para ajudar o seu time para a vitória no ficcional esporte de Smorball. O jogo apresenta aos jogadores frases de páginas digitalizadas no Biodiversity Heritage Library. Após a verificação, as palavras que os jogadores digitam são enviadas para as bibliotecas que armazenam as páginas correspondentes, permitindo que essas páginas sejam pesquisadas e os dados extraídos e, finalmente, tornando a literatura histórica mais útil para as instituições, acadêmicos, educadores e o público. O jogo foi desenvolvido pela [[Tiltfactor Lab }}]].

### Train Robots
Train Robots é um jogo de anotação semelhante ao Phrase Detectives. São mostradas aos jogadores pares de antes/depois de imagens de um braço de robô em um tabuleiro, e pede-se para entrar com comandos para instruir o robô a mover da primeira configuração para a segunda. O jogo coleta dados de linguagem natural para treinar sistemas de processamento linguístico e robótico.

### Wikidata
O jogo Wikidata representa uma abordagem de gamificação para permitir que os usuários ajudem a resolver questões relativas a pessoas, imagens, etc. e assim, automaticamente, editem os itens de dados correspondentes no Wikidata, ajudando a estruturar o repositório de conhecimento da Wikipédia e a Wikimedia Commons, outros projetos da Wikimedia Foundation, e muito mais.

### ZombiLingo
ZombiLingo é um jogo francês, onde os jogadores são convidados a encontrar a cabeça (uma palavra ou expressão) para ganho de cérebros e tornar-se um zumbi mais e mais degradado. Enquanto o jogador está jogando, na verdade, é anotado as relações sintáticas em francês.
 Ele foi projetado e desenvolvido por pesquisadores da LORIA e Université de Paris-Sorbonne.